# Neomegamphopus roosevelti
Neomegamphopus roosevelti är en kräftdjursart som beskrevs av Robert Alan Shoemaker 1942. Neomegamphopus roosevelti ingår i släktet Neomegamphopus och familjen Neomegamphopidae. Inga underarter finns listade i Catalogue of Life.